# مارك ديفيز (لاعب كريكت بريطاني)
مارك ديفيز (24 سبتمبر 1962 في المملكة المتحدة - ) (بالإنجليزية: Mark Davies)‏ هو لاعب كريكت بريطاني. لعب مع نادي مقاطعة شروبشاير للكريكت ‏.

## وصلات خارجية
- مارك ديفيز على موقع إي آس بي آن كريك إنفو (الإنجليزية)